# Megaselia relicta
Megaselia relicta är en tvåvingeart som beskrevs av Borgmeier 1964. Megaselia relicta ingår i släktet Megaselia och familjen puckelflugor.
Artens utbredningsområde är Washington. Inga underarter finns listade i Catalogue of Life.